# Maria Beatriu d'Este
Maria Beatriu d'Este (Mòdena, Ducat de Mòdena 1750 - Viena, Imperi austríac 1829) fou una princesa d'Este que va esdevenir duquessa de Massa i Carrara.

## Orígens familiars
Va néixer el 7 d'abril de 1750 a la ciutat de Mòdena, capital del ducat del mateix nom, sent filla de l'hereu al tron Hèrcules Reinaldo d'Este i de Maria Teresa Cybo-Malaspina, duquessa sobirana de Massa i Carrara. Fou neta per línia paterna del duc Francesc III d'Este i Carlota d'Orleans, i per línia materna d'Alderà I Cybo-Malaspina i Ricarda Gonzaga-Novellara.

## Herència
Com a filla gran dels seus pares i sense germans homes, Maria Beatriu era hereva del ducat de Massa i Carrara, on, per dispensa obtinguda el 1529 de l'emperador Carles V, les dones també podien aspirar al tron, però no podia ser hereva del ducat de Mòdena on estava en vigor la llei sàlica.

## Núpcies i descendents
L'emperadriu Maria Teresa I d'Àustria va acordar amb el duc Francesc III el matrimoni de Maria Beatriu amb el seu fill, l'arxiduc Ferran d'Habsburg-Lorena, enllaç que es realitzà a la Catedral de Milà el 15 d'octubre de 1771. En les capitulacions matrimonials, Francesc III havia designat Ferran com a hereu de la família Este en cas d'extinció de la seva línia masculina, amb la condició que el nou llinatge mantingués també el nom d'Este i que el ducat no fos simplement annexat a els restants dominis dels Habsburg.
D'aquesta unió nasqueren:
- Josep Francesc d'Àustria-Est (1772)
- Maria Teresa d'Àustria-Este (1773-1832), casada el 1789 amb el rei Víctor Manuel I de Sardenya
- Josepa d'Àustria-Este (1775-1777)
- Maria Leopoldina d'Àustria-Este (1776-1848), casada el 1795 amb Carles II Teodor de Baviera i després, en el seu segon matrimoni, amb el comte Ludwig von Arco (1773-1854)
- Francesc IV de Mòdena (1779-1846), duc de Mòdena
- Ferran Josep d'Àustria-Este (1781-1850), militar durant les Guerres Napoleòniques
- Maximilià Josep d'Àustria-Este (1782-1863), Gran Mestre de l'Orde Teutònic
- Maria Antònia d'Àustria-Este (1784-1786)
- Carles d'Àustria-Este (1785-1809), arquebisbe i primat d'Hongria
- Maria Lluïsa d'Àustria-Este (1787-1816), casada el 1808 amb Francesc I d'Àustria

Amb la realització d'aquest matrimoni s'establí la Casa d'Àustria-Este, una branca menor dels Habsburg-Lorena.
L'any 1790, a la mort de la seva mare, Maria Beatriu la va succeir com a duquessa de Massa i Carrara fins al 1796, quan el ducat va ser ocupat pels francesos, i després des de 1814 fins a la seva mort el 14 de novembre de 1829 a la ciutat de Viena, capital de l'Imperi austríac, sent enterrada a la Capella dels Caputxins de la ciutat imperial.
Com a duc de Massa i Carrara la va succeir el seu fill Francesc IV, que en pocs anys annexà el ducat al de Mòdena i Reggio.